# Müritz
Müritz foi um distrito (kreis ou landkreis) da Alemanha localizado no estado de Meclemburgo-Pomerânia Ocidental. Na reforma distrital de setembro de 2011, Müritz foi unido ao novo distrito de Mecklenburgische Seenplatte.

## Cidades e municípios
| Cidade (livre): |
| 1. Waren        |

| Ämter | Ämter | Ämter |
| --- | --- | --- |
| - 1. Malchow 1. Alt Schwerin 2. Fünfseen 3. Göhren-Lebbin 4. Malchow1, 2 5. Nossentiner Hütte 6. Penkow 7. Silz 8. Walow 9. Zislow - 2. Penzliner Land 1. Ankershagen 2. Krukov 3. Lapitz 4. Mallin 5. Möllenhagen 6. Penzlin1, 2 7. Puchow | - 3. Röbel-Müritz 1. Altenhof 2. Bollewick 3. Buchholz 4. Bütow 5. Fincken 6. Gotthun 7. Grabow-Below 8. Groß Kelle 9. Kieve 10. Lärz 11. Leizen 12. Ludorf 13. Massow 14. Melz 15. Priborn 16. Rechlin 17. Röbel1, 2 18. Schwarz 19. Sietow 20. Stuer 21. Vipperow 22. Wredenhagen 23. Zepkow | - 4. Seenlandschaft Waren [sede: Waren] 1. Grabowhöfe 2. Groß Dratow 3. Groß Gievitz 4. Groß Plasten 5. Hinrichshagen 6. Hohen Wangelin 7. Jabel 8. Kargow 9. Klink 10. Klocksin 11. Lansen-Schönau 12. Moltzow 13. Neu Gaarz 14. Schloen 15. Schwinkendorf 16. Torgelow am See 17. Varchentin 18. Vielist 19. Vollrathsruhe |
| 1sede do Amt; 2cidade | | |

A partir de 1 de janeiro de 2011, o antigo município de Klein Lukow foi incorporado à cidade de Penzlin.